# Uno sceriffo a New York
Uno sceriffo a New York (in inglese McCloud) è una serie televisiva poliziesca statunitense, prodotta dalla NBC e trasmessa per 7 stagioni dal 1970 e il 1977.
Si incentra sul personaggio di Sam McCloud, un U.S. Marshal (anche se in italiano fu tradotto sceriffo) del Nuovo Messico distaccato a New York per compiti di servizio, e sullo stereotipo dello scontro culturale tra la sobrietà e schiettezza della vita di frontiera contro il cinismo della metropoli.
A interpretare McCloud fu Dennis Weaver e, accanto al cast di personaggi fissi, apparvero numerose celebrità, televisive e cinematografiche, del periodo.
Furono prodotti in totale 45 episodi (compreso il pilota, fuori serie) più una coda, nel 1989, in cui McCloud è un senatore del Nuovo Messico coinvolto in un'indagine internazionale.

## Episodi
| Stagione         | Episodi | Prima TV originale |
| ---------------- | ------- | ------------------ |
| Prima stagione   | 6       | 1970               |
| Seconda stagione | 7       | 1971-1972          |
| Terza stagione   | 5       | 1972-1973          |
| Quarta stagione  | 5       | 1973-1974          |
| Quinta stagione  | 9       | 1974-1975          |
| Sesta stagione   | 7       | 1975-1976          |
| Settima stagione | 6       | 1976-1977          |

## Guest-stars
Durante le 7 stagioni dello show si sono alternate moltissime star: Neville Brand, Britt Ekland, Linda Gray, Farrah Fawcett, Jaclyn Smith, Larry Hagman, Susan Saint James, Stefanie Powers, Sharon Gless, Lee J. Cobb, Teri Garr, Louis Gossett Jr., Don Siegel, Anne Archer e Shelley Winters.